# Dognina bella
Dognina bella är en fjärilsart som beskrevs av Jones 1908. Dognina bella ingår i släktet Dognina och familjen tandspinnare. Inga underarter finns listade i Catalogue of Life.